# Pierre Huaud
Ne pas confondre avec Jean-Pierre Huaud (1655-1723).
Pierre (II) Huaud, né le 2 février 1647 à Genève, et mort avant 1698 ou en 1700 selon les sources, probablement à Berlin,, est un miniaturiste genevois.

## Biographie
Jean Huaud, mort en 1638, réside à Châtellerault. Il est protestant et, en 1612 émigre à Genève. Il a un fils Pierre (dit Pierre I Huaud) né en 1612.  Celui-ci fait son apprentissage chez Laurent Légaré, orfèvre. Pierre est reçu compagnon en 1634, puis maître. Le 16 juin 1643 il épouse Françoise Mussard, fille d’un lapidaire. Le couple a trois enfants Pierre (dit Pierre II), ne le 2 février 1647, Jean-Pierre, né le 28 juillet 1655 et Amy, né le 9 août 1657.
Pierre (II) est Formé par son père comme miniaturiste à la gouache et sur émail. Il se marie, le 20 octobre 1678 avec Êve Delarue. l sont quatre enfants. Il se rend en 1685 à Berlin. il est de retour à Genève en 1686 mais repart en Allemagne en 1689. Il favorise le venue de ses frères.  Ceux-ci, Jean-Pierre et Amy, sont nommés par l'électeur de Brandebourg peintres en miniature de la cour en 1691. Ils signent généralement par des formules tels que « Les frères Huaud, les jeunes » ou « Les frères Huaud ».
Le date de la morte de Pierre (II) est imprécise, mais avant 1700, car sa veuve d'est remariée en 1700.

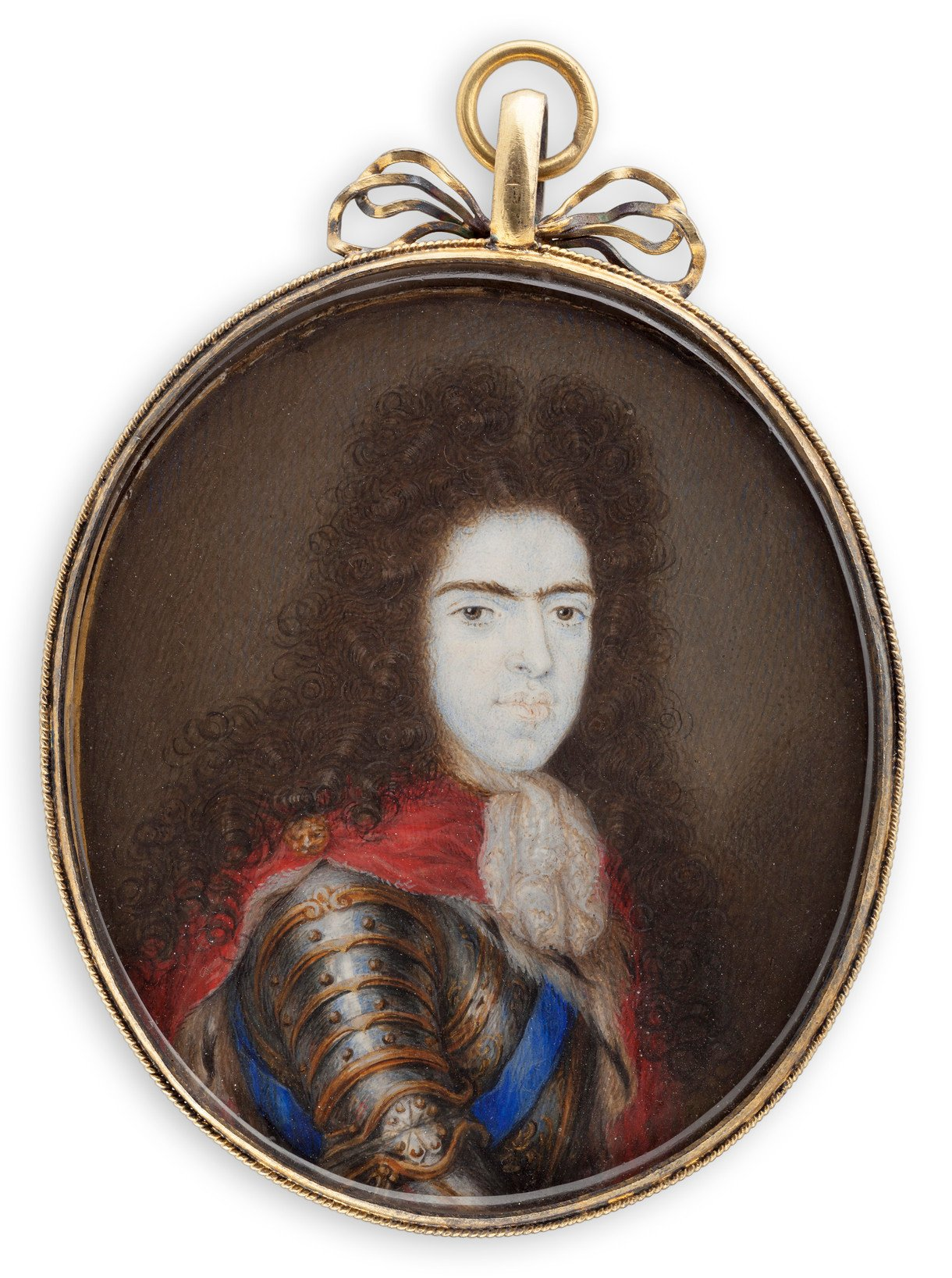
Portrait de soldat

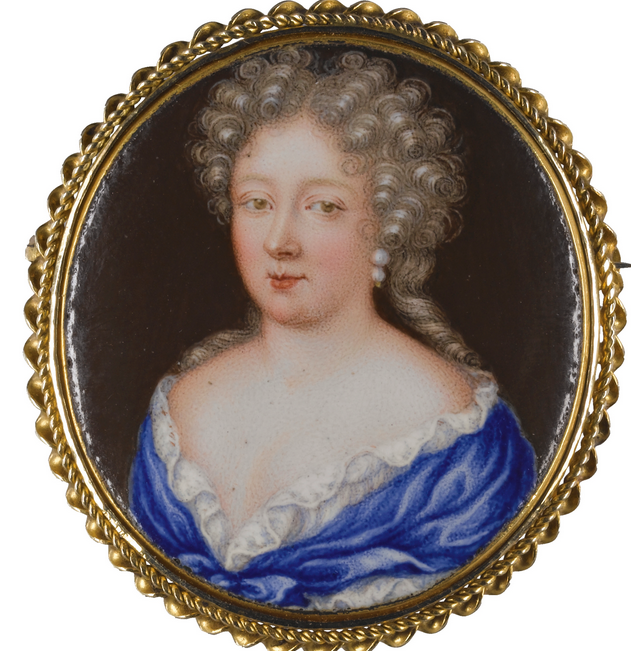
Portrait d'une dame